# Sklavenregister aus der Britischen Karibik (1817 bis 1834)
Die Sklavenregister aus der Britischen Karibik, erstellt für die Jahre 1817 bis 1834, sind seit 2009 ein gemeinsames UNESCO-Weltdokumentenerbe der Staaten Bahamas, Belize, Dominica, Jamaika, St. Kitts, Trinidad und Tobago und des Vereinigten Königreichs. Sie wurden im Jahr 2011 um einen Beitrag aus Bermuda erweitert.

## Erstellung der Register
Großbritannien verbot 1807 den transatlantischen Sklavenhandel, mit dem Afrikaner als Sklaven in die britischen Besitzungen in Westindien verschleppt worden waren. Der Sklavenhandel zwischen den Kolonien blieb noch bis 1811 legal. Die Abolitionisten forderten, durch einen kompletten Zensus der Sklavenbevölkerung in den westindischen Besitzungen den illegalen Sklavenhandel zurückzudrängen: wenn alle Bewegungen von Sklaven von einem Besitzer zu einem anderen, oder von einer Kolonie in eine andere, dokumentiert wären, könnten illegal gehandelte Sklaven leicht identifiziert werden. Dies war einer von mehreren Schritten mit dem Ziel, die Sklaverei ganz abzuschaffen.
Im weiteren Verlauf verschaffte sich die britische Verwaltung einen detaillierteren Überblick über die Sklavenbevölkerung, und in diesem Kontext wurden Sklavenregister angelegt, erstmals 1813 für Trinidad und 1815 für St. Lucia. Die anderen britischen Kolonien der Region folgten größtenteils 1816/17 (Antigua, Barbados, Berbice, Dominica, Demerara-Essequibo, Grenada, Jamaika, Montserrat, Nevis, St. Kitts und St. Vincent), 1818 (Jungferninseln) und 1819 (Tobago). Bermuda und die Bahamas legten erst 1821 bzw. 1822 eigene Sklavenregister an. Die Caymaninseln (damals zu Jamaika gehörig) und Honduras erfassten die Sklavenbevölkerung bis 1834 nicht in dieser Weise.
Grundsätzlich waren die Sklavenhalter verpflichtet, die für das Register nötigen Informationen über ihre Sklaven zusammenzustellen, die Daten wurden meist im Hauptort der Kolonie innerhalb eines Monats eingetragen. Zwar stammen einige Angaben auch von den Sklaven selbst, aber stets gefiltert durch die Aufzeichnungen ihrer Herren. Da die Strafen für Falschauskunft gravierend waren, ist davon auszugehen, dass Fehler in den Registern eher durch Unwissenheit und Unachtsamkeit als durch Absicht entstanden. Jede Kolonie konnte durch eigene Gesetzgebung regeln, welche Informationen in den Registern enthalten sein sollten: neben Name, Geschlecht, Alter, Hautfarbe, Herkunft (ob in Afrika geboren oder Kreole) wurden teilweise auch Geburtsort, körperliche Kennzeichen und Familienverhältnisse erfragt. In einigen Kolonien erhielten die Sklaven bei der Registrierung Nachnamen und wurden so zu Familien zusammengefasst. Die Namen konnte sich der Besitzer ausdenken, wenn sie aber einmal vergeben waren, blieb es dabei. Dabei kam es zu skurrilen Benennungen, z. B. erhielten die Sklavenfamilien der Volet Plantation (St. Lucia) die Namen alkoholischer Getränke, wie Gin, Champagner, Madeira. Es ist zweifelhaft, ob diese Familiennamen außer bei der Eintragung in das Sklavenregister irgendeine Relevanz hatten.

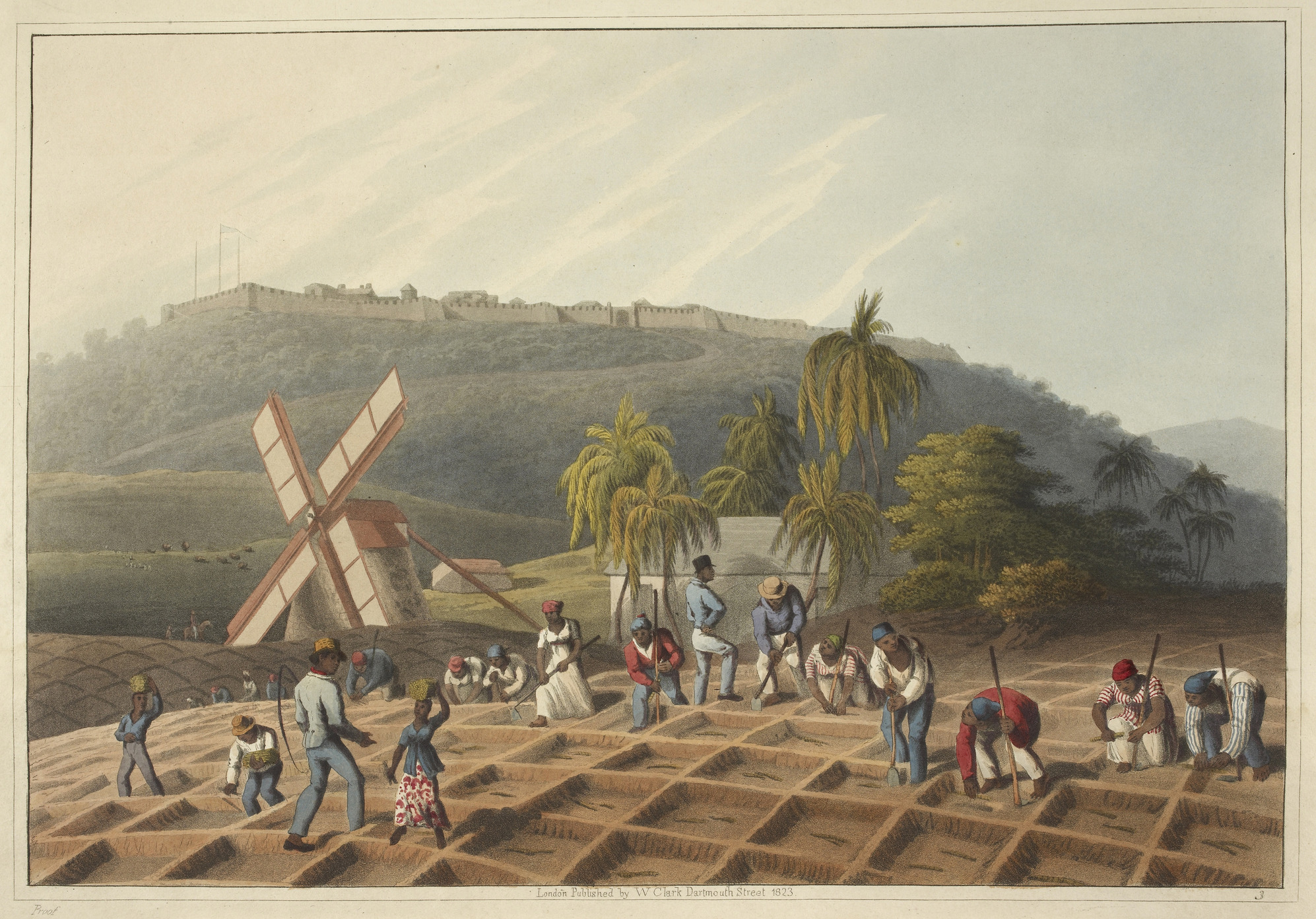
Sklaven beim Anpflanzen des Zuckerrohrs (Antigua, 1823)

Im Jahr 1819 legte die britische Regierung ein zentrales Sklavenregister an, das in London geführt wurde und alle Verkäufe, Erbschaften sowie Transfers von Sklaven von einer Kolonie in eine andere erfasste. Ab 1821 waren die Gouverneure der westindischen Kolonien dazu verpflichtet, Kopien ihrer Sklavenregister nach London zu übersenden. Nachdem die Sklaverei 1833 aufgehoben worden war, setzten die meisten britischen Besitzungen dieses Gesetz mit Wirkung vom 1. August 1834 um.

## Weltdokumentenerbe
In das Weltdokumentenerbe wurden folgende Unterlagen aufgenommen:
- Bahamas: Aktualisierungen des Sklavenregisters für die Jahre 1821, 1822, 1825, 1828, 1831 und 1834;
- Belize: Verzeichnis der Sklaven in Britisch-Honduras 1834;
- Dominica: Unvollständiger, undatierter Index des in dreijährigem Zyklus aktualisierten Sklavenregisters; Sklavenregister für die Jahre 1817, 1819, 1820, 1823, 1826, 1829, 1832;
- Jamaika: Im Abstand von drei Jahren aktualisierte Sklavenregister für einzelne Kirchspiele;
- St. Kitts: Erstmals angelegtes Sklavenregister von St. Christopher, 1817; Aktualisierungen 1822, 1825, 1829, 1831, 1834;
- Trinidad und Tobago: a) Tobago: Aktualisiertes Verzeichnis von Plantagensklaven 1819 bis 1824; Verzeichnis sonstiger Sklaven 1819; Register für das Verzeichnis der Plantagensklaven 1824, Register für das Verzeichnis sonstiger Sklaven 1832; b) Trinidad: Liste der Sklavenfamilien auf Plantagen 1815/16; Register des Verzeichnisses sonstiger Sklaven 1824; Register des Verzeichnisses von Plantagensklaven 1824;
- Vereinigtes Königreich: Sklavenregister von Jamaika 1817 bis 1832, von Antigua 1817 bis 1832, von Honduras 1834, von St. Christopher 1817 bis 1834, von Anguilla 1827 bis 1834, von Grenada 1817 bis 1834, von Dominica 1817 bis 1834, von Nevis 1818 bis 1834, von St. Lucia 1815 bis 1834, von Demerara 1817 bis 1832, von Berbice 1817 bis 1834, von Montserrat 1817 bis 1831, von Bermuda 1821 bis 1834, von den Bahamas 1822 bis 1834, von Tobago 1819 bis 1834, von St. Vincent 1817 bis 1834, von Trinidad 1813 bis 1834, von Barbados 1817 bis 1834.

## Sklavenregister als historische Quellen
Die Bedeutung dieser Unterlagen geht daraus hervor, dass Schätzungen zufolge zwischen 11 und 14 Millionen Afrikaner, vor allem aus Westafrika und dem Kongo, als Sklaven nach Westindien kamen. Ein Drittel von ihnen starb in den ersten drei Jahren nach ihrer Ankunft, die Lebenserwartung nach Ankunft in der Karibik betrug weniger als 15 Jahre. Diese große Bevölkerungsgruppe wurde als Ware betrachtet; deshalb sind diese Menschen in den normalen Geburts- und Sterberegistern nicht verzeichnet. Erwähnt wurden sie hauptsächlich in Verkaufsurkunden oder Testamenten von Sklavenbesitzern; diese Quellen haben aber nur punktuellen Aussagewert und können das Ausmaß der Sklavenhaltung nicht illustrieren.

## Digitalisierung
Ancestry, ein Dienstleister für Genealogen, stellte 2008 die britischen Sklavenregister von 1812 bis 1834 ins Internet. Sie enthalten Daten von 2,7 Millionen Sklaven und 280 000 Sklavenbesitzern. Ancestry schätzt, dass in Großbritannien etwa 500.000 Menschen leben, deren Vorfahren Sklaven in der Karibik waren.